# Куть Віталій Дмитрович
Віталій Дмитрович Куть (нар. 7 червня 1970, Донецьк, УРСР) — радянський та український футболіст, захисник.

## Життєпис
У професіональних змаганнях дебютував 1991 року в складі п'ятигорского «Машука» у другій нижчій лізі СРСР.
Після розпаду СРСР повернувся в Донецьк, наступні два роки виступав за дубль «Шахтаря» та за клуби Донецької області в нижчих лігах України та аматорській першості. У 1994-1996 роках грав у третій лізі Росії за «Атоммаш» (Волгодонськ), «Істочнік» (Ростов-на-Дону) та «Шахтар» (Шахти).
На початку 1997 року перейшов у тернопільську «Ниву». Дебютний матч у вищій лізі України зіграв 19 березня 1997 року проти «Дніпра». 16 травня 1997 року відзначився своїм єдиним голом на вищому рівні, чим приніс команді перемогу над «Ворсклою» (1:0). Всього за два календарні роки зіграв 46 матчів та відзначився одним голом у вищій лізі.
У сезоні 1998/99 виступав у другому дивізіоні Польщі за КСЗО (Островець), потім деякий час грав на аматорському рівні. У 2001 році провів 14 матчів у вищій лізі Казахстану в складі шимкентский «Достик». У 2003 році грав у одному з нижчих дивізіонів Фінляндії за ГБК (Коккола), в проміжках знову виступав за аматорські клуби.
На початку 2004 року побував на перегляді у луганській «Зорі», але команді не підійшов. Потім грав у першій лізі за «Нафтовик» (Охтирка) і в другій лізі за дебютанта турніру донецький «Олімпік». У тому ж році в 34-річному віці завершив професіональну кар'єру.